# Cimitero acattolico di Capri
Il cimitero acattolico di Capri è un cimitero acattolico situato sull'isola di Capri, nel comune di Capri.
Nel cimitero sono presenti 204 tombe di persone che provengono da un totale di 21 nazioni diverse (1994); nel cimitero sono sepolte persone professanti una religione non cattolica (quali anglicani, ebrei, ortodossi). 
La maggior parte delle persone sepolte nel cimitero è di nazionalità inglese, tedesca, russa o americana.

## Storia
Nel XIX secolo Capri era una rinomata meta di villeggiatura per i turisti stranieri in visita in Italia, oltre ad una stazione termale per la cura della tubercolosi, e nel 1878 l'inglese George Hayward, insieme ad altri artisti e notabili inglesi e tedeschi, creò il piccolo cimitero. Cofondatore della struttura fu il pittore inglese James Talmage White, che per diversi anni ne fu anche il presidente.
Il cimitero sorse su un terreno di proprietà del caprese Ignazio Cerio, che lo cedette ad un prezzo simbolico, e nel 1936 Edwin Cerio, figlio di Ignazio, donò altri 600 m² per permettere l'allargamento della struttura.
Dalla fine della seconda guerra mondiale agli anni ottanta il cimitero visse un periodo di grande abbandono, che terminò nel 1986 quando il Comune di Capri iniziò i lavori di restauro delle tombe, senza alterare le caratteristiche del cimitero, in modo da salvaguardare la struttura e la sua testimonianza della storia dell'isola tra il XIX e il XX secolo.

## Personalità sepolte nel cimitero
A
- Vanderbilt Allen (1840 - 1898), militare e membro dei Lambs
- Lucio Amelio (1931 - 1994), gallerista
- Günter Ammon (1918 - 1995)

C
- Charles Caryl Coleman (1840 - 1928), pittore statunitense
- Edwin Cerio (1875 - 1960), scrittore, ingegnere e naturalista

D
- Jacques d'Adelswärd-Fersen (1880 - 1923), scrittore e poeta francese
- Norman Douglas (1868 - 1952), scrittore britannico
- Camille du Locle (1832 - 1903), librettista, impresario e regista teatrale francese

F
- Gracie Fields (1898 - 1979), attrice, cantante e comica britannica

G
- Paul Geleff (1842 - 1928), politico danese
- Algernon Charles Gordon-Lennox (1847 - 1921)

H
- Veit Harlan (1899 - 1964), regista cinematografico e attore tedesco
- Harri Gustaf Holma (1886 - 1954), scrittore finlandese

J
- Thomas Spencer Jerome (1864 - 1914), filantropo

L
- Raffaele La Capria (1922 - 2022), scrittore, sceneggiatore e traduttore
- Pontus Adalbert Leander (1872 - 1935), orientalista e semitista svedese

O
- Ilaria Occhini (1934 - 2019), attrice e imprenditrice

T
- Umberto Tirelli (1928 - 1990), costumista
- Harold Edward Trower (1856 - 1934), scrittore

V
- Jakob Johann von Uexküll (1864 - 1944), biologo, zoologo e filosofo estone

W
- Helmut Weiß (1907 - 1969), linguista tedesco